# Войцехув (Олесненский повет)
Войце́хув (пол. Wojciechów) — село в Польше в гмине Олесно Олесненского повета Опольского воеводства.

## География
Село находится в 3 км от административного центра гмины города Олесно и в 42 км от административного центра воеводства города Ополе.

## История
В 1885 году в селе проживало 857 человек, в 1925 году — 1.002 человек и в 1933 году — 979 человек.
В 1921 году жители села участвовали в Верхнесилезском плебисците, во время которого за присоединение к Польше проголосовало 248 человек (50,2 % от числа имеющих право голоса) и за Германию — 246 человек (49,8 % от числа имеющих право голоса).
До 1948 года село имело немецкое название «Albrechtsdorf».
В 1975—1998 годах село входило в Ченстоховское воеводство.